# Acraea rileyi
Acraea rileyi är en fjärilsart som beskrevs av Le Doux 1931. Acraea rileyi ingår i släktet Acraea och familjen praktfjärilar. Inga underarter finns listade i Catalogue of Life.